# Carex rosea
Carex rosea er en halvgræs i slægten star. Den er ikke navngivet på dansk og findes ikke i Danmark. Synonymer for Carex rosea omfatter Carex concoluta og Carex flaccidula. Den er hjemmehørende i det centrale og østlige Nordamerika, og den findes på våd til tør jord. Carex rosea kan findes ved bredden af vandløb og lavjorde, samt damme. Det er kendt for at have gode tilpasninger til tørskyggesteder. Det er en stedsegrøn plante, som er let at dyrke.

## Beskrivelse
Carex rosea blomstrer om foråret, og den har stedsegrønne blade. Griflen på Carex rosea, stilken, der forbinder støvfanget med frugten (nød), er meget karakteristisk krøllet, hvilket hjælper med at adskille denne art fra andre planter. Støvfangene er 0,07-0,10 mm tykke. Bredden af bladene varierer fra 1,8 til 2,6 mm. Det nederste blad har enten ingen skede, eller skeden, hvis den er der, er meget kort op til 4 mm i længden. Det nederste aks er siddende. Det øverste aks er både han- og hunligt, og hunlige vil sidde nederst. Frugthylstret har ingen hår, og dens længde varierer mellem 2,6 og 4,2 mm. Bladskeden har ingen pink, rød eller lilla toning, og bladbladet kan enten være glat og hårløst eller ru og sandpapiragtigt. Den enfrøede frugt, nødden, spænder normalt fra 1,6-2,2 mm, har ingen folder eller fordybninger. De aks, der findes i planten, er vidt spredte i stedet for at klynge sammen, og blomsterstanden består af omkring aks. Aksene er grønne på grund af tilstedeværelsen af 7-14 spredte frugthylstre (perigynium). 

## Taksonomi
Carex rosea er typearten i Carex roser-artsgruppen. Mens nogle karakterer ser ud til at være upålidelige for adskillelsen af arterne, er andre karakterer, såsom bredden af de bredeste blade, formen på frugthylster-basen og stænglerne, pålidelige. Forskellige analyser af de blandede populationer har konkluderet, at hybridisering mellem arterne ikke forekommer. Ifølge resultater fra en komplet ITS-sekvensbaseret fylogeni er Carex rosea søster til Carex radiata, Carex retroflexa, Carex texensis og Carex socialis . Denne plante er primært forvekslet med Carex radiata. Carex rosea forekommer typisk på tørre steder og har lidt smallere blade.

## Udbredelse og habitat
Carex rosea er udbredt fra Nova Scotia og det sydlige Quebec i Canada vestpå til Minnesota og det østlige Nebraska og sydpå til Georgia, Tennessee og Arkansas i USA. Dens levested er tørre til fugtige skovområder. Den kan tilpasse sig til forskellige jordtyper og kan også leve i nærinsgrige kløfter og skovkanter.

## Økologi
Carex rosea kan fuldende sin livscyklus på lidt mere end to år. Selvom slægten Carex er blevet betragtet som ikke-mykorrhizal, har nyere undersøgelser vist, at mykotrofi kan være mere udbredt blandt starer end antaget.

## Anvendelse
Planter, der allerede er etableret til et sted, er meget tørketolerante. Carex rosea er uappetitlig for hjorte og andre planteædere. Mange gange bruges Carex rosea, eller starer i almindelighed, som bunddække. Dette er en måde at hjælpe med vedligeholdelsen af grønne vidder i nærheden af huse, da det er en stedsegrøn plante. Det anbefales, at planten skæres helt af inden vintersæsonen starter. De mere tilpasningsdygtige starer vokser under varme vejrforhold, og hvis man skal slå græsset, anbefales det kun at gøre det et par gange om året, sammenlignet med almindeligt græs.

## Bevaringsstatus
IUCN angiver, at denne art ikke er blevet vurderet. Der kendes ingen potentielle trusler mod Carex rosea. Planten er vidt udbredt og almindelig.